# 키라임
키라임(key lime)은 운향과의 과일 나무(상록 활엽 소교목)이다. 귤속의 잡종 재배식물로, 시트론(C. medica)과 미크란타(C. micrantha) 간의 자연 교잡을 통해 생겨났다. 식물학적 종이 아니지만 Citrus × aurantiifolia (Christm.) Swingle 등 학명으로 불리기도 한다. 열매는 라임의 일종이며, 더 일반적으로 볼 수 있는 페르시아라임보다 크기가 작고 껍질이 얇으며 씨가 많고 신맛이 강하다. 키라임은 페르시아라임을 비롯한 많은 라임 품종의 조상이기도 하다.
원산지는 동남아시아로 추정되며, 서남아시아와 북아프리카를 거쳐 시칠리아와 안달루시아에 소개된 뒤, 스페인인에 의해 카리브 제도에 도입되었다. 플로리다키스(Florida Keys)에서 재배되어 "키라임(key lime)"이라는 이름을 얻은 것으로 추정되며, 플로리다에서는 키라임 파이의 재료가 되는 과일로 잘 알려져 있다. 현재는 멕시코, 플로리다, 텍사스, 캘리포니아 등 북아메리카에서도 널리 재배되며, 중앙아메리카와 남아메리카에서도 재배가 이루어지고 있다.

## 사진

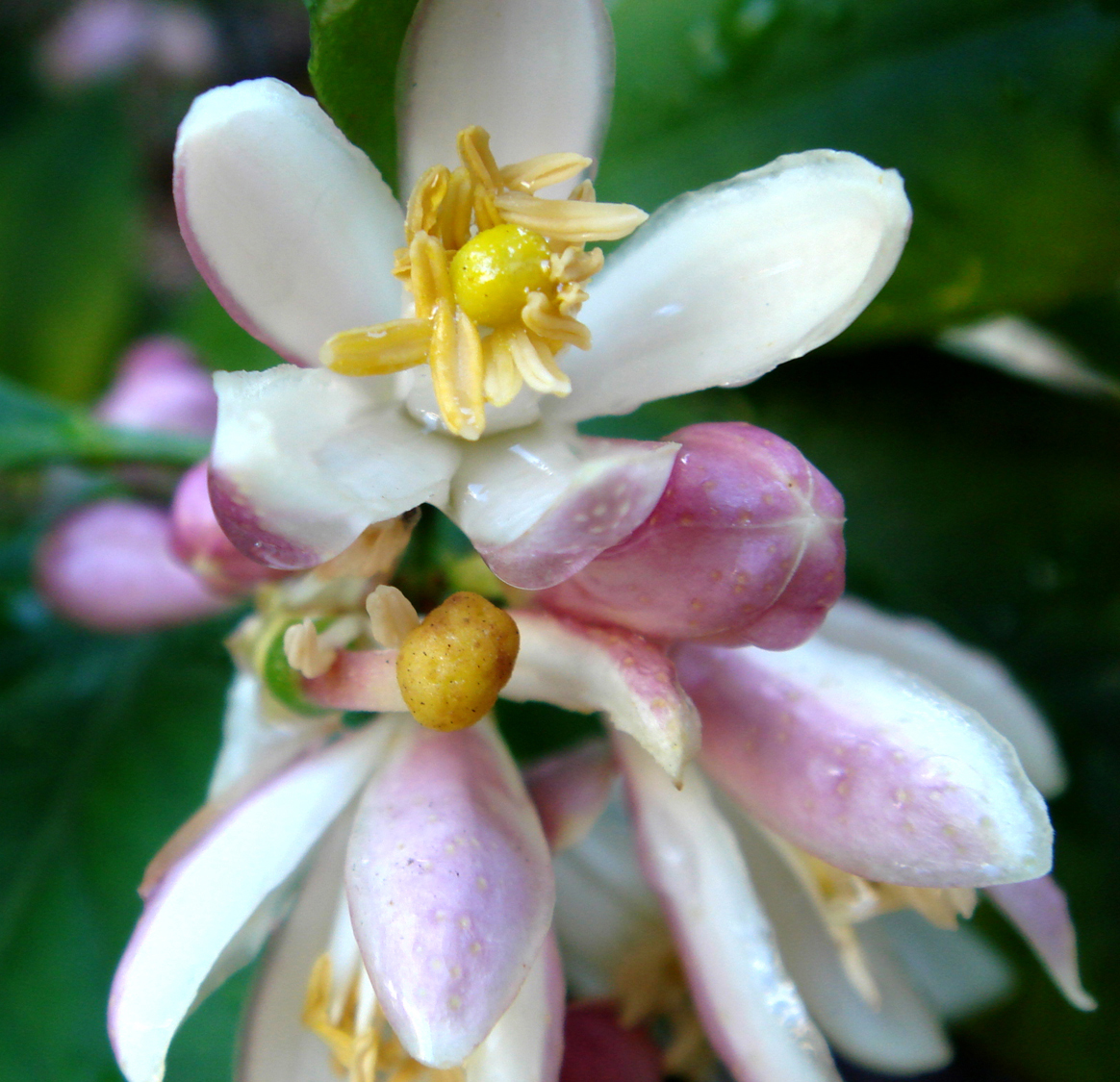
꽃
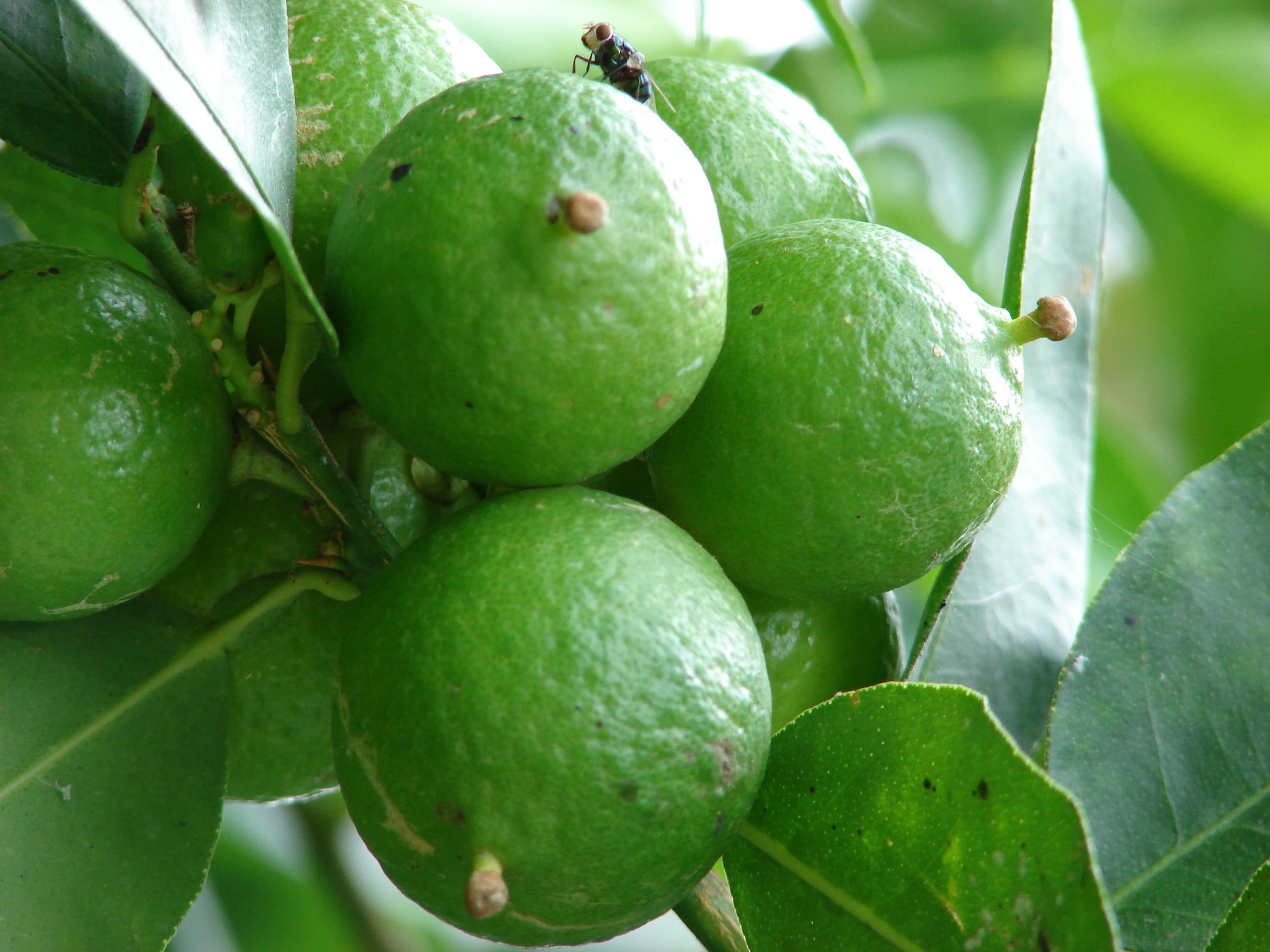
열매
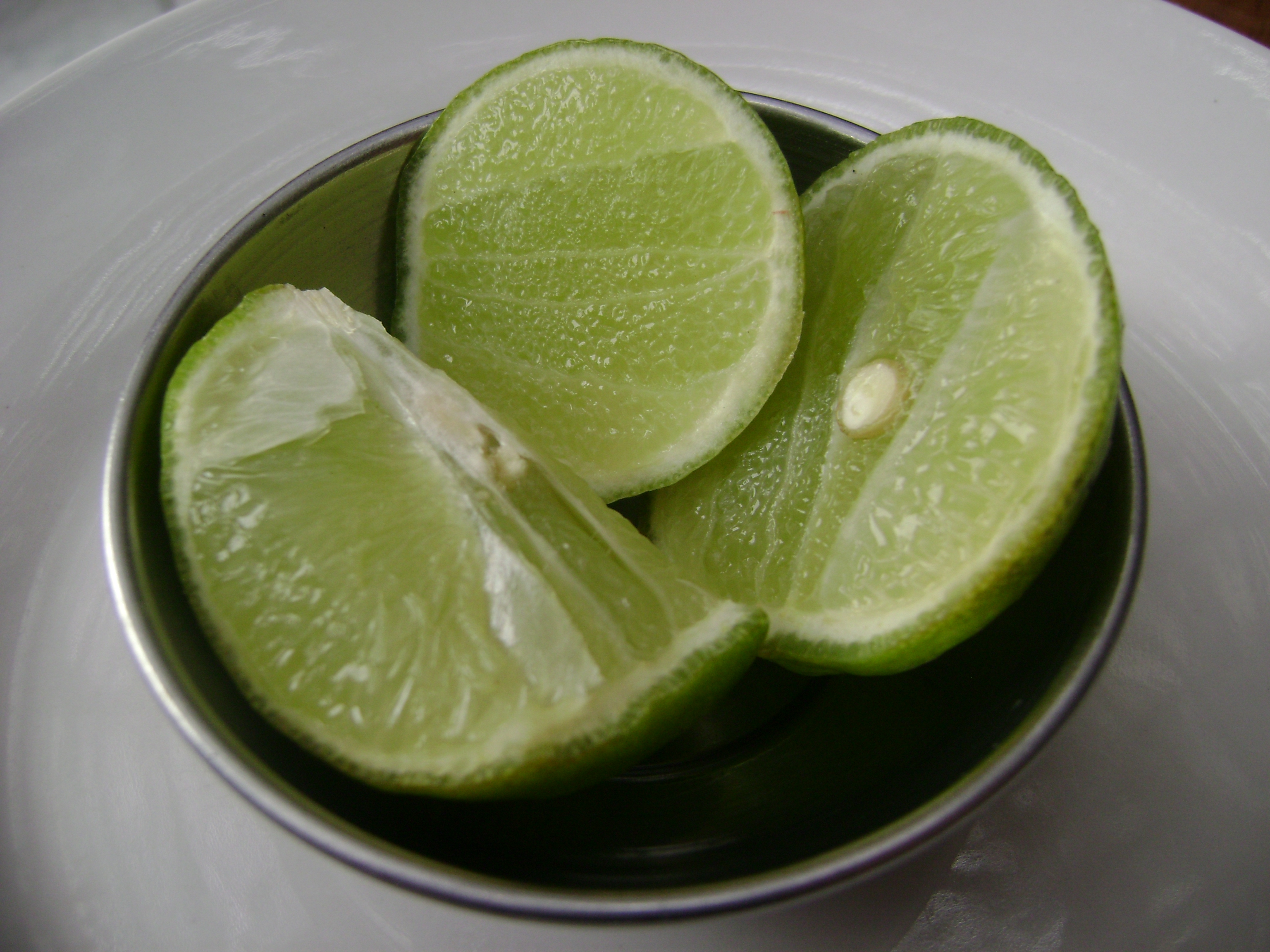
열매 단면
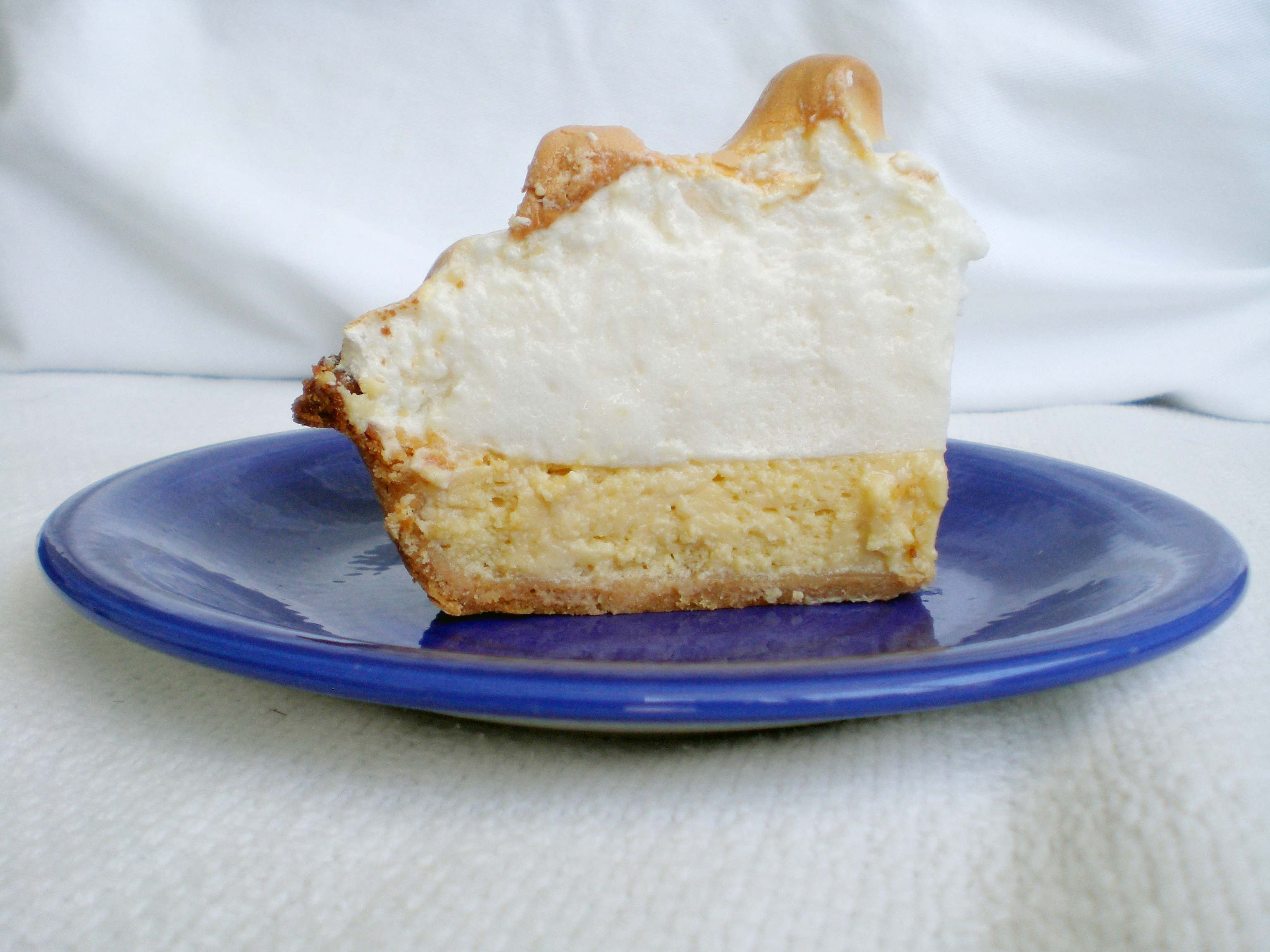
키라임 파이